# A. J. Ayer
Alfred Jules Ayer (Londres, 29 de outubro de 1910 – Londres, 27 de junho de 1989) foi um educador e filósofo britânico, proponente do positivismo lógico. Filho de pai suíço e mãe belga, Ayer estudou no Reino Unido, em Eton e Oxford. Foi professor na Universidade de Londres entre 1946 e 1959, onde teve a cátedra de Filosofia da Mente e Lógica.

## Vida e obra
Depois de se formar em Oxford, em 1932, estudou em Viena durante um ano, antes de regressar a Oxford e divulgar em Inglaterra a obra e a filosofia do Círculo de Viena. O seu trabalho principal foi "Language, Truth and Logic", editado em 1936, constituiu a apresentação do positivismo a um público mais vasto de língua inglesa. Seguiu-se-lhe "The Fundations of Empirical Knowledge", em 1940. Em 1956 publicou "The Problem of Knowledge", uma introdução à epistemologia que exerceu uma grande influência. Nos últimos anos, Ayer voltou-se cada vez mais para a história da filosofia, escrevendo livros sobre Moore e Russel, o pragmatismo, Hume e Voltaire.
Ayer teve também um papel proeminente na visa política da Grã-Bretanha, escrevendo para o público em geral, e abraçou uma quantidade de causas liberais.

## Obras traduzidas em português
- Ayer, A. J. - Linguagem, Verdade e Lógica. Lisboa. Editorial.  Presença.1991
- Ayer, A. J. - O Problema do Conhecimento. Lisboa. Editora Ulisseia. s/d.
- Ayer, A. J. - As Questões Centrais da Filosofia. Rio de Janeiro.Zahar.1975
- Ayer, A. J. - Hume. Lisboa. Pub. D. Quixote.
- Ayer, A. J. - As Ideias de Bertrand Russel. São Paulo. Cultrix. 1984